# Необыкновенная бородатка

Карта острова Южная Георгия

Необыкнове́нная борода́тка, или необыкнове́нный артедидра́ко (лат. Artedidraco mirus) — морская антарктическая донная рыба семейства бородатковых (Artedidraconidae) подотряда нототениевидных (Notothenioidei) отряда окунеобразных (Perciformes). Один из шести видов в роде Artedidraco. Впервые описана как новый для науки вид в 1905 году шведским зоологом и ихтиологом Эйнаром Лённбергом (швед. Einar Lönnberg, 1865—1942) по 4 синтипам стандартной длиной 44—92 мм, пойманным с 6 по 30 мая 1903 г. у Южной Георгии на глубине 22—250 м. Видовой эпитет —  прилагательное mirus на латинском означает «чудесный», или «необыкновенный». Лённберг дал это название новому виду из-за наличия у рыб полового диморфизма в строении подбородочного усика, высоте первого спинного плавника и длине брюшных плавников.
A. mirus — это типично донная, относительно мелководная мелкая рыба общей длиной не более 13 см. Обитает только у Южной Георгии, где известна с глубин 18—320 м. Согласно схеме зоогеографического районирования по донным рыбам Антарктики, предложенной А. П. Андрияшевым и А. В. Нееловым, ареал вида находится в границах провинции Южная Георгия гляциальной подобласти Антарктической области.
Как и у других антарктических бородаток у A. mirus имеется подбородочный усик, уникальная видоспецифичность строения которого является одной из важнейших характеристик в систематике семейства в целом, а также отсутствует чешуя на теле, кроме костных члеников в боковой линии. У этого вида, как и у всех членов рода Artedidraco, относительно небольшая, неширокая голова с узким межглазничным пространством и без шипа на жаберной крышке, первый спинной плавник находится над основанием грудного плавника.
Необыкновенная бородатка может встречаться в уловах донных тралов в прибрежных водах Южной Георгии на относительно небольших глубинах, а также в желудках хищных рыб.

## Характеристика необыкновенной бородатки
В первом спинном плавнике 2?—3 мягких колючих луча; во втором спинном плавнике 23—25 лучей; в анальном плавнике 16—19 лучей; в грудном плавнике 14—18 лучей. В дорсальной (верхней) боковой линии 6—16 трубчатых костных члеников (чешуй) и около 2 округлых члеников, в медиальной (срединной) боковой линии 16—19 костных члеников. В нижней части первой жаберной дуги тычинки расположены в 2 ряда: в верхней части дуги 0—3 тычинки, в нижней части дуги 13—16 тычинк. Общее число позвонков 33—36.
Тело удлинённое, сжатое с боков, низкое, его высота составляет около 18—26 % стандартной длины тела. Голова небольшая, относительно узкая, её высота немного больше ширины головы, её длина содержится 2,6—3,0 раза, или 33—39 % в стандартной длине. Посттемпоральные костные гребни на верху головы не выражены. Вершина нижней челюсти не выдаётся вперёд. Рыло короче, чем горизонтальный диаметр орбиты. Глаз довольно большой — около 25—29 % длины головы. Межглазничное пространство узкое — около 9—15 % длины головы. Первый спинной плавник расположен над основанием грудного плавника. Второй спинной плавник довольно высокий, особенно у самцов. Две боковых линии — верхняя (дорсальная) и нижняя (медиальная), представленные трубчатыми или прободёнными костными чешуями: в дорсальной боковой линии передний участок с трубчатыми чешуями длинный и доходит назад заметно далее уровня начала второго спинного плавника.
Подбородочный усик с коротким округлым или овальным терминальным расширением у самцов и утончающийся к кончику (без терминального расширения) у самок, тонкий, умеренной длины, его длина содержится 3,0—5,7 раз, или 18—33 % в длине головы.
Общий фон окраски светлый, желтоватый, с тёмными пятнами на голове и на туловище. Подбородочный усик светлый. На голове тёмно-коричневые пятна имеются на щеках и по бокам впереди глаз. На боках тела имеется 4—6 широких вертикальных полос, переходящих на спинные плавники. Первый спинной плавник светлый, с узкими косыми тёмными полосами и тёмной вершиной. Второй спинной плавник светлый, иногда с тёмными пятнышками на лучах, образующими узкие косые полосы. Анальный плавник светлый вдоль внешнего края и тёмный вблизи основания. Грудные плавники светлые, с несколькими (обычно пятью) вертикальными тёмными полосами. Брюшные плавники светлые, с тёмными пятнышками в средней части. Хвостовой плавник светлый, с шестью узкими тёмными вертикальными полосами.

## Распространение и батиметрическое распределение
Эндемик Южной Георгии, где обитает в прибрежных водах на глубине 18—320 м. Наиболее часто встречается на глубинах менее 200 м.

## Размеры
Мелкий вид: достигает 125 мм общей длины.

## Образ жизни
Типично донный сублиторальный вид и типичный бентофаг. В питании главным образом присутствуют мизиды, гаммариды, полихеты, особенно эррантные (свободноживущие) виды, и в меньшей степени изоподы. В желудках также эпизодически встречаются каляноидные копеподы, кумовые раки, капреллиды (бокоплавы), брюхоногие моллюски, рыбы и фораминиферы.